# Paragaleopsomyia gallicola
Paragaleopsomyia gallicola is een vliesvleugelig insect uit de familie Eulophidae. De wetenschappelijke naam is voor het eerst geldig gepubliceerd in 1919 door Gahan.